# Prästtomta skjutfält

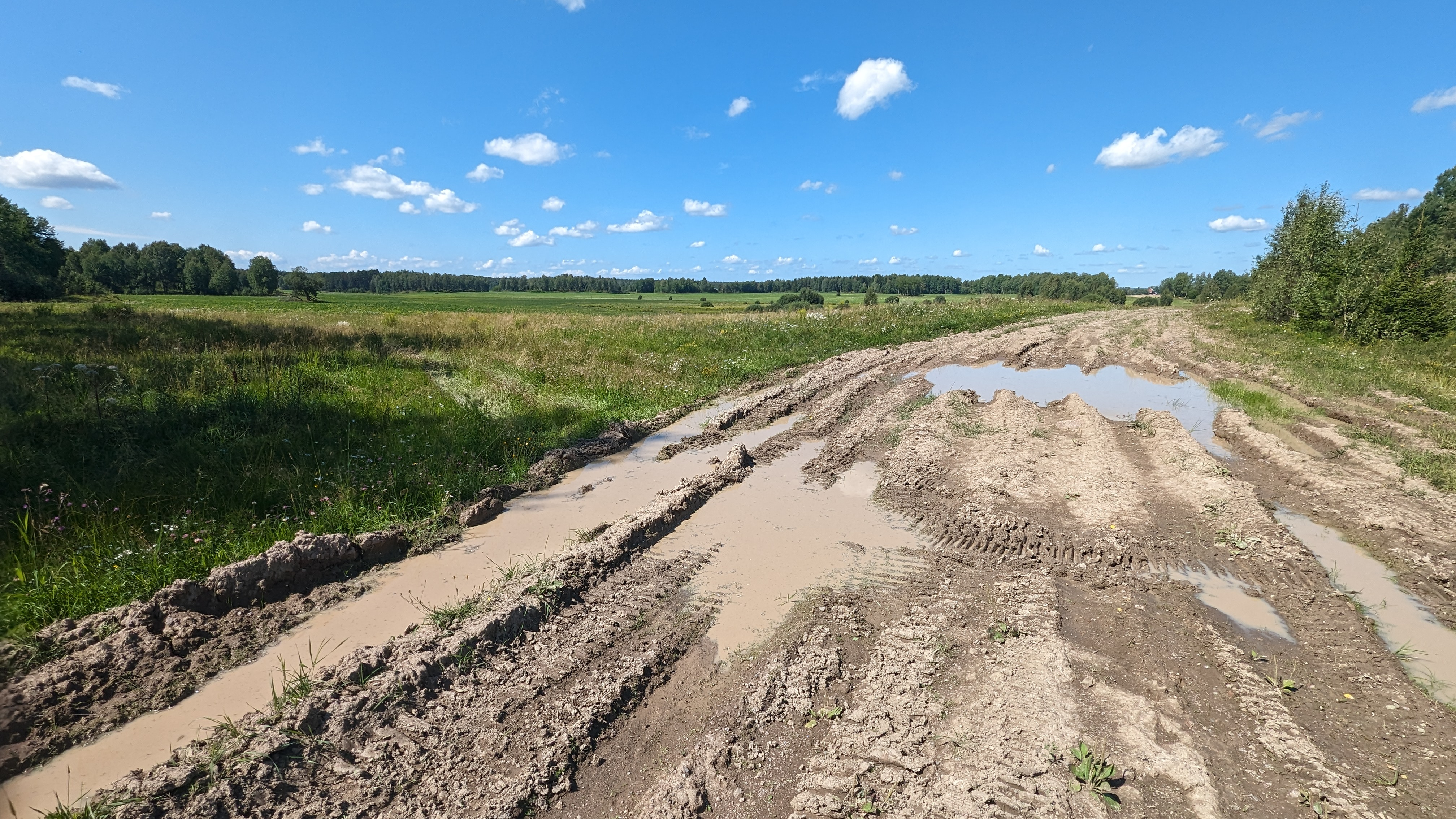
Stridsfordonsstråk på skjutfältet

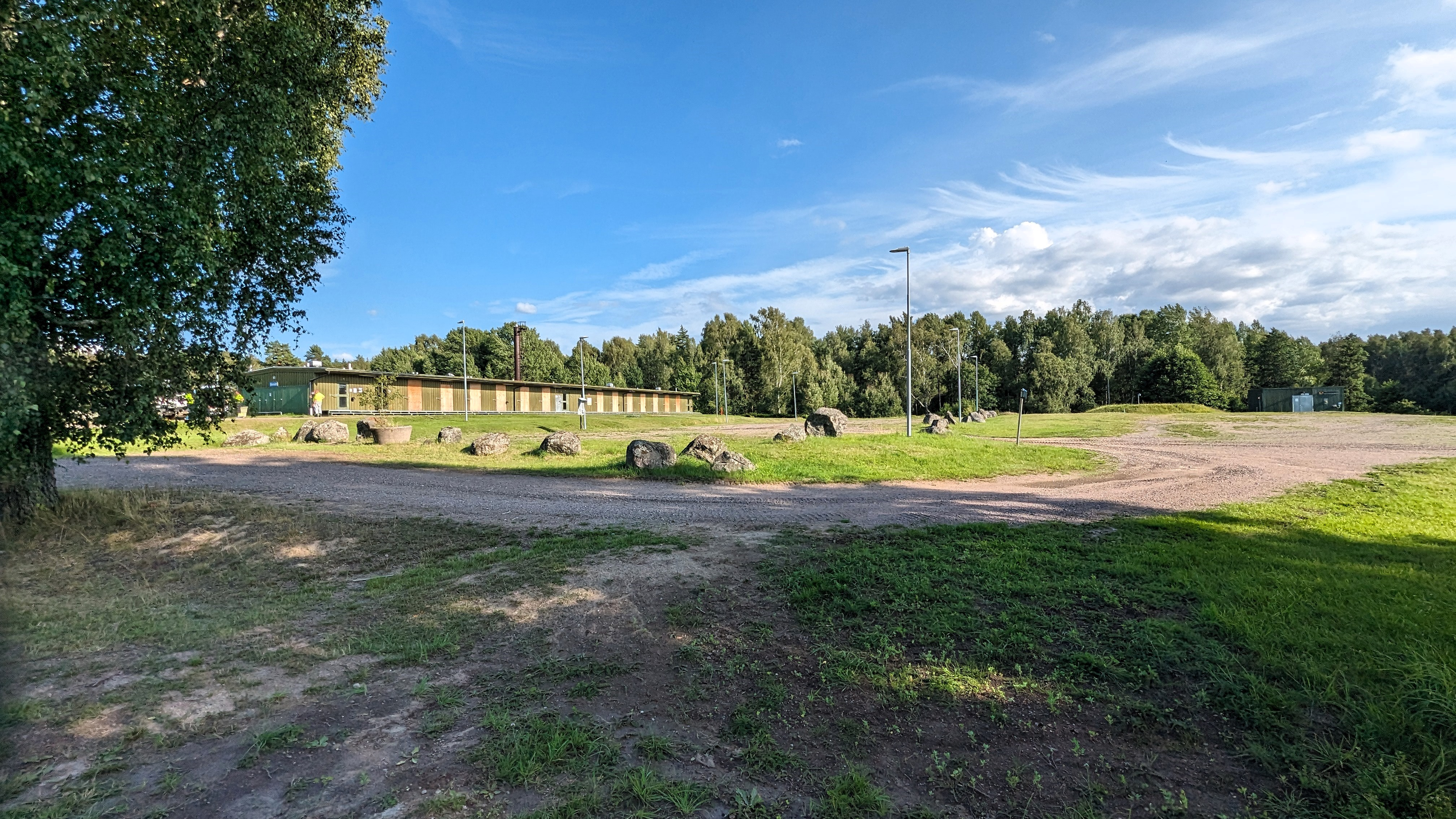
Prästtomta läger

Prästtomta skjutfält, ursprungligen benämnt som Gullbergs skjutfält eller bara Gullbergsfältet,  är ett militärt övnings- och skjutfält i Kvarn som är beläget cirka 2 mil nordost om Motala och är beläget delvis i Motala kommun, delvis i Linköpings kommun.

## Historik
Prästtomta skjutfält tillkom genom försvarsbeslutet 1958, men redan 1952 hade Chefen för armén anmält att ett nytt skjutfält behövdes inom fjärde militärområdet, där han ansåg att det borde omfatta 70.000 hektar. Bakgrunden till beslutet om att inrätta skjutfältet berodde på flera faktorer, två av dem var den beslutade utbyggnaden av storflygplatsen vid Halmsjön, sedermera Arlanda, vilket kom att påverka Infanteriets skjutskola verksamhet vid Rosersbergs slott. Infanteriets skjutskola var med det i stort behov av ett nytt övnings- och skjutfält, som kunde utnyttjas av Infanteriets skjutskola jämsides med övrig dit förlagd verksamhet. Vidare föreslogs inför försvarsbeslutet 1958 att Svea artilleriregemente skulle omlokaliseras till Linköping. Det i syfte att det fanns ett önskemål från det civila samhället att få disponera försvarets mark på Järvafältet för bostadsbebyggelse och andra civila ändamål. Därmed kom ett nytt övnings- och skjutfält anläggas på det område som utgjorde Gullbergs kronopark, cirka 2,5 mil från Linköping, samt vissa angränsande områden togs i anspråk. För att underlätta verksamheten för Infanteriets skjutskola, i form av att undvika tidsförluster i förflyttningen till och från Linköping, beslutades även att ett läger att uppföras i anslutning till skjutfältet.
Den 15 maj 1963 förlades Infanteriets skjutskola till det nya skjutfältet Gullbergsfältet, vilket fick namnet Prästtomta skjutfält. Det efter det ursprungliga Prästtomta skjutfält som omfattade ett 800 hektar stort område. I samband med 1958 års försvarsbeslut angavs ett önskemål om ett skjutfält 17.000 hektar. Genom läglighetsköp kom övnings- och skjutfält under åren utökas från 800 hektar till 7.500 hektar. År 2010 utökades skjutfältet med cirka 1000 hektar, det efter en bytesaffären av mark mellan Fortifikationsverket och statliga Sveaskog. Sveaskog övertog marken som tidigare utgjorde Kristinehamns övnings- och skjutfält i anslutning till Kristinehamns garnison samt Avans flygfält vid Luleå.
År 1998 flyttade Stångebroslaget sin tävling från Linköpings garnisons övnings- och skjutfält till Prästtomta skjutfält. 
Den 16 juni 2009 påbörjades en tillbyggnad av skjutfältet i form av en övningsanläggning för strid i bebyggelse. Anläggningen var planerad att byggas i tre etapper, den första etappen planerades vara färdig i juni 2011. Anläggningen är den största i sitt slag i Sverige och har en kapacitet för öva upp till 200 soldater samtidigt.

## Geografi
Övnings- och skjutfältet omfattar drygt 8.400 hektar, som är fördelat på löv- och granskog, ängar, åkrar och vatten. Övnings- och skjutfältets höga naturvärden har i stor utsträckning uppstått som en direkt eller indirekt följd av den militära övningsverksamheten samt ett, ur Försvarsmaktens perspektiv, rationellt skogsbruk. Vad som skiljer mot civil skötsel är att andelen löv, främst björk, är större på ett militärt område. Björk brinner sämre än gran och tall, och därmed minskar risken för större, oönskade bränder.
De vägar som genomkorsar skjutfältet fyller flera funktioner, militära förflyttningar, för civilpersoner och utryckningsfordon. För utryckningsfordonen utvecklade major Harry Thuning ett system för märkning av vägar och gårdar. Genomgående vägar i nord-sydlig riktning betecknas med bokstaven A följd av ett ordningsnummer. Vägarna i ost-västlig riktning betecknas med bokstaven B. Anslutningsvägar, det vill säga dom som går mellan A och B vägar, betecknas som C. Vägar som slutar i tomma intet betecknas som D. De torp och gårdar som tidigare fanns är ersatta med en skylt med gårdens eller torpets namn, vilket då fungerar som en platsangivelse.

## Verksamhet
Prästtomta skjutfält har ett miljötillstånd som tillåter skjutning med fin- och grovkalibrig ammunition, sprängningar samt strid i ort (SIB) på anläggning inne på skjutfältet. Vidare används skjutfältet av olika förband inom Försvarsmakten och andra myndigheter; Markstridsskolans officersutbildningar utgör den största nyttjaren. Åren 1962–1984 var en del av försvarets FN-utbildning förlagd till Kvarn, vilket gav upphov till namnet FN-kasernen, då soldaterna var förlagda till Kasern 3. Sedan 2010 är Prästtomta skjutfält centrum för Försvarsmaktens strid i bebyggelse. 

### Kvarn
I Kvarn, på skjutfältets västra gräns, uppfördes åren 1961–1962 en förläggning till Infanteriets stridsskola. Även om det var till en helt ny plats som Infanteriets stridsskola förlades till, så fanns det inom förläggningsområdet en gammal skola, ett 15-tal bostäder och ekonomibyggnader som utrymts i samband med försvarsbeslutet. År 1962 uppfördes ett skolhus, befälsförläggning, matsal, elevhotell, sjukhus samt tre kompani kaserner. Fast merparten av förläggningen uppfördes under en sammanhållen tid på början av 1960-talet, så saknar den en gemensam arkitektur. Det vill säga att istället för att låta byggnaderna smälta in naturen och dess omgivning, så utformades och placerades varje byggnad individuellt efter byggnadens funktion, något som tydligt märks genom färgsättningen och materialvalet. De byggnader som uppförts inom förläggningen från 1970-talet och framåt har fått en helt annan  utformning, då man tagit en större hänsyn till naturen och samt att byggnaderna inte bara har en egenfunktion. De byggnader som tillkommit efterhand är bland annat nya sjukhus, övnings- och vårdhall, motionshall, stabsbyggnad och elevhem.  Förläggningen har möjligheter att förlägga 450 soldater i kasern. Det gamla elevhemmet "Vindarnas tempel" innehöll 96 rum med studentrumsstandard, dock rivet sedan oktober 2014 och ersatt med två nya elevhem "Kadetten" och "Sergeanten". Befälshotellen innehåller 120 rum med hotellstandard.

### Prästtomta läger
Vid skjutfältets östra del återfinns Prästtomta läger som ligger inom det ursprungliga skjutfältet. Ursprungligen låg det en gård på samma plats, där ladugården kom att användas som matsal, svinhuset var kokhus och expedition. Mässar och bostäder för befälen ordnades i de befintliga bostadshusen. Vid lägret kom det att uppföras en underbefälsbarack samt att tre förläggningsbaracker flyttades från baracklägret vid Livgrenadjärregementet i Linköping. I slutet av 1970-talet revs matsalen och förläggningsbarackerna. Istället försågs lägret med en sanitetsanläggning med dusch och toalett. Vid lägret finns även en expedition, vilken kallas för "vita villan" och fungerar även som ett riktmärke. Lägret var läger för de förband som övade på fältet och inte minst vid repetitions- och krigsförbandsövningar. Sedan 1998 körs Stångebroslaget på skjutfältet. Stångebroslaget arrangeras av Linköpings MS och Försvarsmaktens enduro (FME) och körs i terrängen i anslutningen runt lägret, ditt även de tävlande och arrangörerna har sin bas.

## Händelser
- 1959 – Beslutade regeringen att Prästtomta skjutfält skulle utökas från 800 till 6 000 hektar, det som omfattade det så kallade Gullbergsfältet.
- 1998 – I mars misslyckade en värnpliktig soldat med ett handgranatskast på Prästtomta skjutfält. Det var när den värnpliktige osäkrat den skarpa handgranaten och skulle kasta iväg den över skyddskanten ner mot målterrängen som själva kastet misslyckades och granaten landade mindre än två meter från soldaten. Granaten briserade men inga personella eller materiella skador uppstod. Övningsledaren som räddat den värnpliktige belönades med Försvarsmaktens förtjänstmedalj i silver med svärd av ÖB.
- 2005 – Den 15 mars välte ett stridsfordon av typ Stridsfordon 90 och hamnade upp och ned med en person fastklämd.
- 2023 – Tv-programmet Kompani Svan spelades in under våren och sommaren på skjutfältet, där deltagarna var förlagda i Kvarn.